# Extrema (Porto Velho)
Extrema, também chamado de Extrema de Rondônia, é um distrito do município brasileiro de Porto Velho, capital do estado de Rondônia. Segundo o censo demográfico de 2022, realizado pelo Instituto Brasileiro de Geografia e Estatística (IBGE), sua população era de 7 171 habitantes e havia 2 304 domicílios particulares permanentes ocupados. Foi criado pela lei municipal nº 1.325 de 5 de janeiro de 1998.
De acordo com o IBGE, em 2010 a população era de 6 176 habitantes e havia 2 104 domicílios particulares.

## História
O plebiscito consultando a criação do novo município já foi realizado, resultando em 170 004 eleitores votando pelo "sim" e apenas 18 853 pelo "não". Apesar de já ter sido criado através da Lei 2.264/2010, em março de 2010 e ter orçamento aprovado para sua implantação, até o momento não houve manifestação do Governo do Estado de Rondônia efetivando o município de Extrema (de Rondônia). Caso seja realmente criado, o município será formado pelos distritos de Extrema (sede), Nova Califórnia, Vista Alegre do Abunã e Fortaleza do Abunã.
Localizado na divisa de Rondônia com o Acre, devido as dificuldades que a Prefeitura de Porto Velho enfrentava para administrar e levar benefícios para estes distritos localizados  a mais de 300 Km da capital, após um estudo da Fundação Getúlio Vargas e plebiscito foram desmembrados da capital e em 28 de fevereiro de 2010 foi criado o município de Extrema.

## Localização e acesso
Extrema faz limite ao Norte com o estado do Amazonas, ao sul com Nova Mamoré e Buritis, a leste com Candeias do Jamari e Alto Paraíso, a oeste com Nova Mamoré, República da Bolívia e o estado do Acre. O acesso rodoviário faz-se partindo de Cuiabá pela BR-070 com prolongamento à BR-174 e BR-364, de Rio Branco pela BR-364 e de Manaus pela BR-319.